# North American Aerospace Defense Command
Das North American Aerospace Defense Command (NORAD; deutsch Nordamerikanisches Luftverteidigungskommando) ist eine gemeinsame Einrichtung der Vereinigten Staaten von Amerika und Kanadas zur Luftraumüberwachung, -kontrolle und Luftverteidigung des gemeinsamen Anteils am nordamerikanischen Kontinent sowie einiger Inseln, nicht aber Hawaiis. Als bilaterale Institution zweier Staaten, die eine gegenseitige Übertragung und kollektive Durchführung hoheitlich-territorialer Aufgaben vorsieht, ist das NORAD weltweit einmalig.

## Gliederung
Die Einrichtung wird von einem Befehlshaber geführt, der direkt vom Präsidenten der Vereinigten Staaten von Amerika und dem Premierminister Kanadas bestimmt wird. Gleichzeitig ist dieser Kommandeur auch der Kommandierende General des übergeordneten Regionalkommandos US Northern Command (NORTHCOM), das für den nordamerikanischen Kontinent zuständig ist. Das Hauptquartier liegt auf der Peterson Space Force Base (Colorado). Im Cheyenne Mountain (Colorado) befindet sich die zentrale Koordinierungsstelle für sämtliche Sensorendaten. Es gibt drei regionale Kontrollzentren; sie befinden sich auf der Elmendorf Air Force Base (Alaska), der Tyndall Air Force Base (Florida) sowie der Canadian Forces Base North Bay (Ontario, Kanada).
Traditionell ist der Befehlshaber US-Amerikaner und sein Stellvertreter Kanadier.

## Auftrag
NORAD ist die zentrale Führungsstelle für die Luftverteidigung und Frühwarnung der amerikanischen und kanadischen Luftstreitkräfte auf dem nordamerikanischen Kontinent. Gleichzeitig ist es auch für die Weltraumüberwachung und Verfolgung von gestarteten Interkontinentalraketen zuständig.
Die Überwachung schließt von Raketen übrig gebliebenen Weltraumschrott sowie das Aufspüren, Validieren und Warnen vor Angriffen auf Nordamerika mit Flugzeugen, Raketen oder Weltraumfahrzeugen ein.
Als oberster Einsatzführungsstab der Luftverteidigung ist NORAD vorgesetzte Kommandodienststelle der Air Force North, dem Air-Force-Komponentenkommando des NORTHCOM, welches die 1st Air Force (1. Luftflotte) des Air Combat Command führt.

## Geschichte

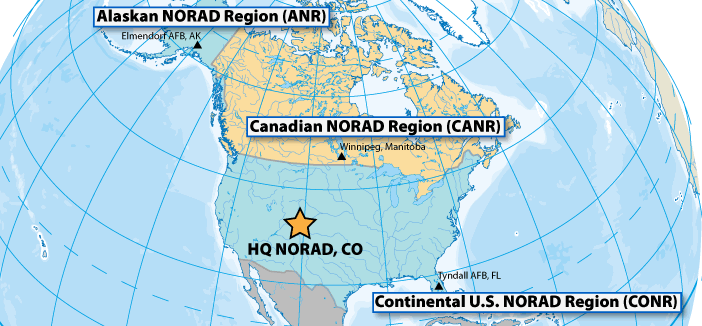
Organisation

### Hintergrund

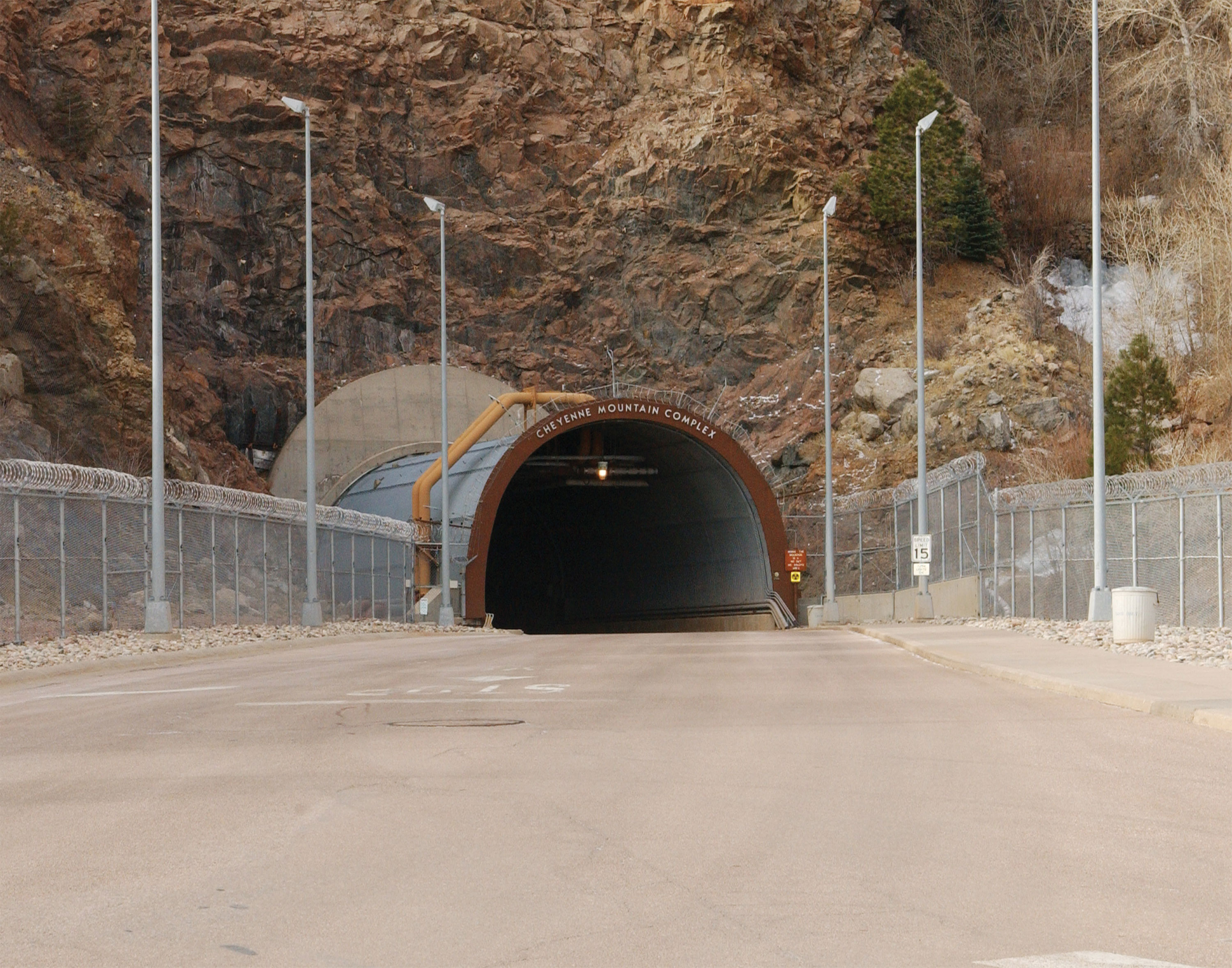
Nördlicher Eingang von NORAD im Cheyenne Mountain

Anfang der 1950er Jahre wuchs in Nordamerika die Bedrohung durch sowjetische, mit Atombomben bewaffnete Langstrecken-Bomber, was die Regierungen der Vereinigten Staaten und Kanadas zur Zusammenarbeit in der Luftraum-Verteidigung von Nordamerika bewog. Sie vereinbarten die gemeinsame Errichtung und Nutzung einer Reihe von Radarstationen an Amerikas Nordgrenze, um einen sowjetischen Angriff über den Nordpol frühzeitig aufspüren zu können. Die ersten Radaranlagen wurden 1954 in Dienst gestellt, befanden sich im Süden Kanadas nahe der Grenze zu den USA und wurden als Pinetree Line bezeichnet. Aufgrund von technischen Defiziten mussten aber weitere Anlagen errichtet werden. 1957 wurde die Mid-Canada Line errichtet, welche sich ca. 480 km nördlich der Pinetree Line befand und größtenteils entlang des 55. Breitengrades führte. Sie konnte mit ihren Dopplerradaranlagen auch tieffliegende Flugzeuge aufspüren. Die dritte Linie wurde als Distant Early Warning Line (DEW Line) bezeichnet und wurde ebenfalls 1957 fertiggestellt. Diese war ein Verbund von 57 Stationen entlang des 70. Breitengrads. Alle drei Radarlinien ermöglichten eine Vorwarnzeit von drei Stunden vor einem Bomberangriff für alle größeren Städte. Angriffe über den Pazifik oder den Atlantik wären von AWACS-Flugzeugen, Schiffen und Luftschiffen der US Navy oder von seegestützten Radaranlagen aufgespürt worden. Die Führung und Leitung dieses komplexen Systems wurde zu einer großen Herausforderung.

### Einrichtung
Am 1. August 1957 kündigten die USA und Kanada an, ein gemeinsames Kommando einzurichten, das North American Air Defense Command. Am 12. September 1957 wurde der Betrieb in Colorado aufgenommen. Das formelle Abkommen zwischen beiden Regierungen wurde am 12. Mai 1958 unterzeichnet. In den frühen 1960ern waren bereits rund 250.000 Personen in Arbeiten am NORAD involviert.

### Umbenennung
Als Ende der 1950er Jahre der Sputnikschock die USA erfasste und damit die Möglichkeit von Angriffen mit Interkontinentalraketen gegeben war, wurde beiden Staaten bewusst, die Überwachungsmaßnahmen erweitern zu müssen. Es wurde daraufhin ein Weltraumüberwachungs- und Raketenwarnsystem errichtet, um weltweite Raketenstarts aufspüren, verfolgen und identifizieren zu können. Diese Erweiterung der Aufgaben führte zur Umbenennung in North American Aerospace Defense Command.
1963 wurde damit begonnen, die Air Force zu verkleinern und die nun überholten Radaranlagen abzuschalten. Es wurden zwei unterirdische atombombensichere Operationsbasen eingerichtet: die erste im Cheyenne Mountain in Colorado und eine zweite an der North Bay in Ontario. In den frühen 1970ern wuchs die Erkenntnis, dass bei einem Einsatz von Nuklearwaffen sowohl der Angegriffene als auch derjenige, der den atomaren Erstschlag ausgeführt hat, zerstört werden würden (siehe Zweitschlagskapazität). Dies führte zu einer Kürzung des Luftverteidigungsbudgets und einer Neuausrichtung der Ziele von NORAD hin zu einer Wahrung der Sicherheit im Weltraum in Friedenszeiten. Es folgte eine signifikante Reduzierung der Luftverteidigungsanlagen bis in die 1980er Jahre.
Einer Studie der USA und Kanada, genannt Joint US-Canada Air Defense Study (JUSCADS), aus dem Jahr 1979 zufolge musste die Luftüberwachung mit Hilfe der Distant Early Warning Line durch eine verbesserte Radarlinie in der Arktis, das North Warning System (NWS), ersetzt werden. Außerdem sollten dem NORAD mehr moderne Jagdflugzeuge zugeteilt sowie mehr Verwendung der AWACS-Flugzeuge genehmigt werden. Diese Empfehlungen wurden 1985 durch die Regierungen genehmigt. Zusätzlich wurde das neue United States Space Command im September 1985 gegründet, was als Unterstützung zum NORAD geplant war.

### Fehlalarme
Mindestens dreimal löste das NORAD-System einen Fehlalarm aus, der zu einem Weltkrieg hätte führen können:
Am 9. November 1979 lud ein Techniker ein Band mit Testdaten eines simulierten Angriffs durch sowjetische U-Boote, vergaß aber, den Systemstatus auf Test zu schalten. Ein Strom konstanter Falschmeldungen alarmierte weltweit die US-Verteidigungsstellungen. Erst nach sechs Minuten wurde der Alarm als fehlerhaft erkannt und rückgängig gemacht.
Am 3. Juni 1980 verursachte ein fehlerhafter Computerbaustein Warnmeldungen, dass eine große Anzahl sowjetischer Interkontinental- und U-Boot-Raketen mit Atomsprengköpfen im Anflug auf die USA sei. Die US-amerikanische Atombomber-Flotte mit rund 100 achtstrahligen Boeing B-52 wurde startklar gemacht. 153 Raketenbesatzungen der Minuteman- und Titan-Interkontinentalraketen und zwei Dutzend Atom-U-Boote, die mit Wasserstoffbombenköpfen bestückt sind, wurden in höchste Alarmbereitschaft versetzt. Erst nach drei Minuten wurde der Alarm als fehlerhaft erkannt. Es dauerte 20 Minuten, bis alle US-Stellungen zur normalen Alarmbereitschaft zurückgekehrt waren.
Am 6. Juni 1980, nur drei Tage später, gab es erneut einen Fehlalarm.

### Neudefinition des Auftrages
Nach dem Ende des Kalten Krieges mussten die Ziele von NORAD neu definiert werden. Um Kürzungen zu vermeiden, wurde ab 1989 auch damit begonnen, Anti-Drogen-Operationen zu unterstützen, z. B. durch die Radarverfolgung von kleinen Flugzeugen. Die Distant-Early-Warning-Line-Anlagen in den Cheyenne Mountains wurden zwischen 1986 und 1995 durch Radare des North Warning System ersetzt.
2006 wurde NORAD offiziell vom Tiefbunker im Cheyenne Mountain auf die Peterson Space Force Base verlegt. Der Bunker im Cheyenne Mountain wurde in den Status „warm standby“ (Alternate Command Center, in Reserve bei sofortiger Einsatzbereitschaft) versetzt. Außerdem dient er NORAD zu Trainingszwecken. Mit dieser Maßnahme will man in Krisen schneller und flexibler reagieren können. Die Aufgaben haben sich in Richtung Luftraumkontrolle und Terrorabwehr entwickelt.

## Liste der NORAD-Kommandeure und Vize-Kommandeure

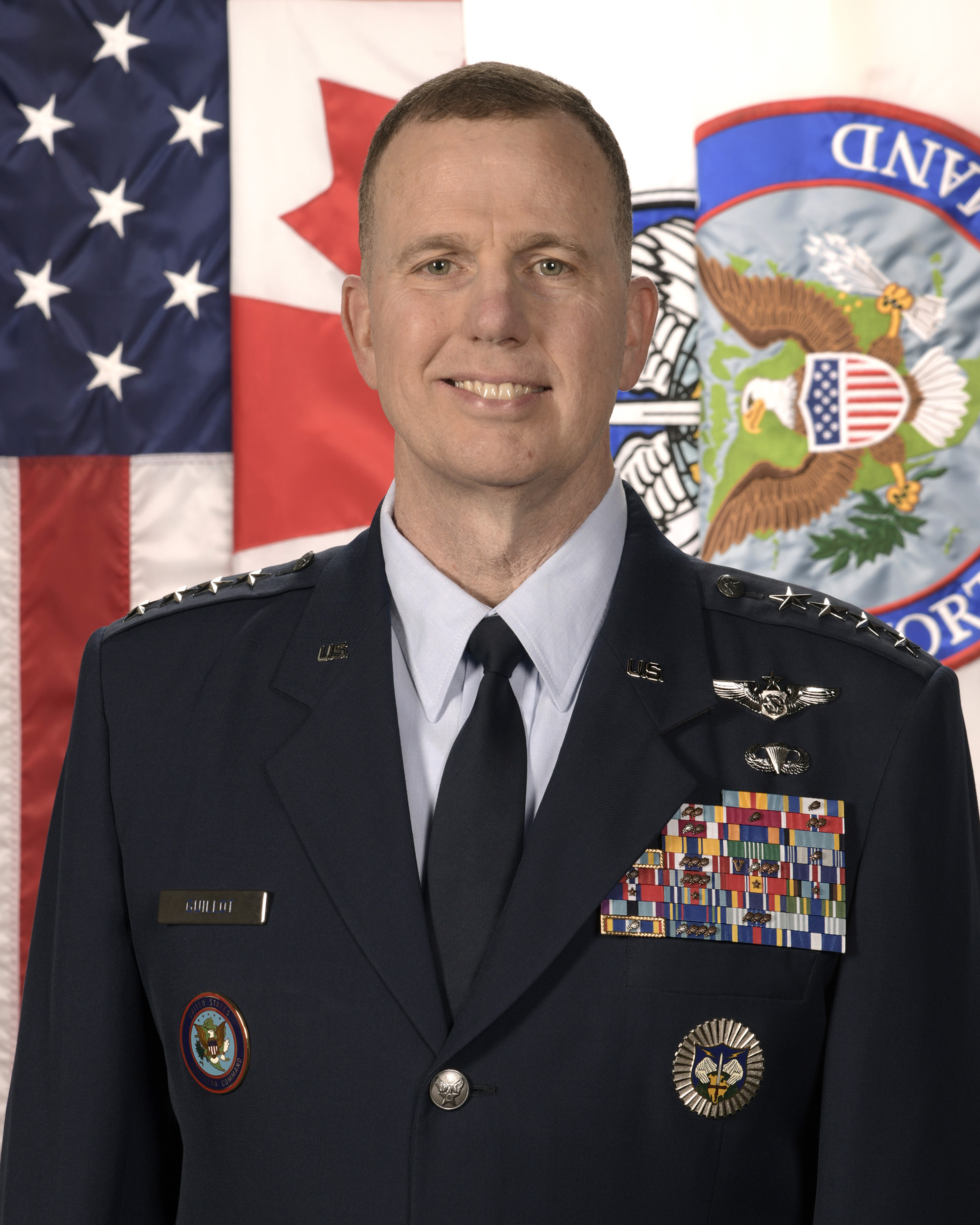
General Gregory M. Guillot, Kommandeur seit 4. Februar 2024

### Liste der NORAD-Kommandeure
Die Kommandeure des NORAD sind Generäle und Admiräle der US-Streitkräfte; im Detail der United States Air Force (USAF) oder der United States Navy (USN).

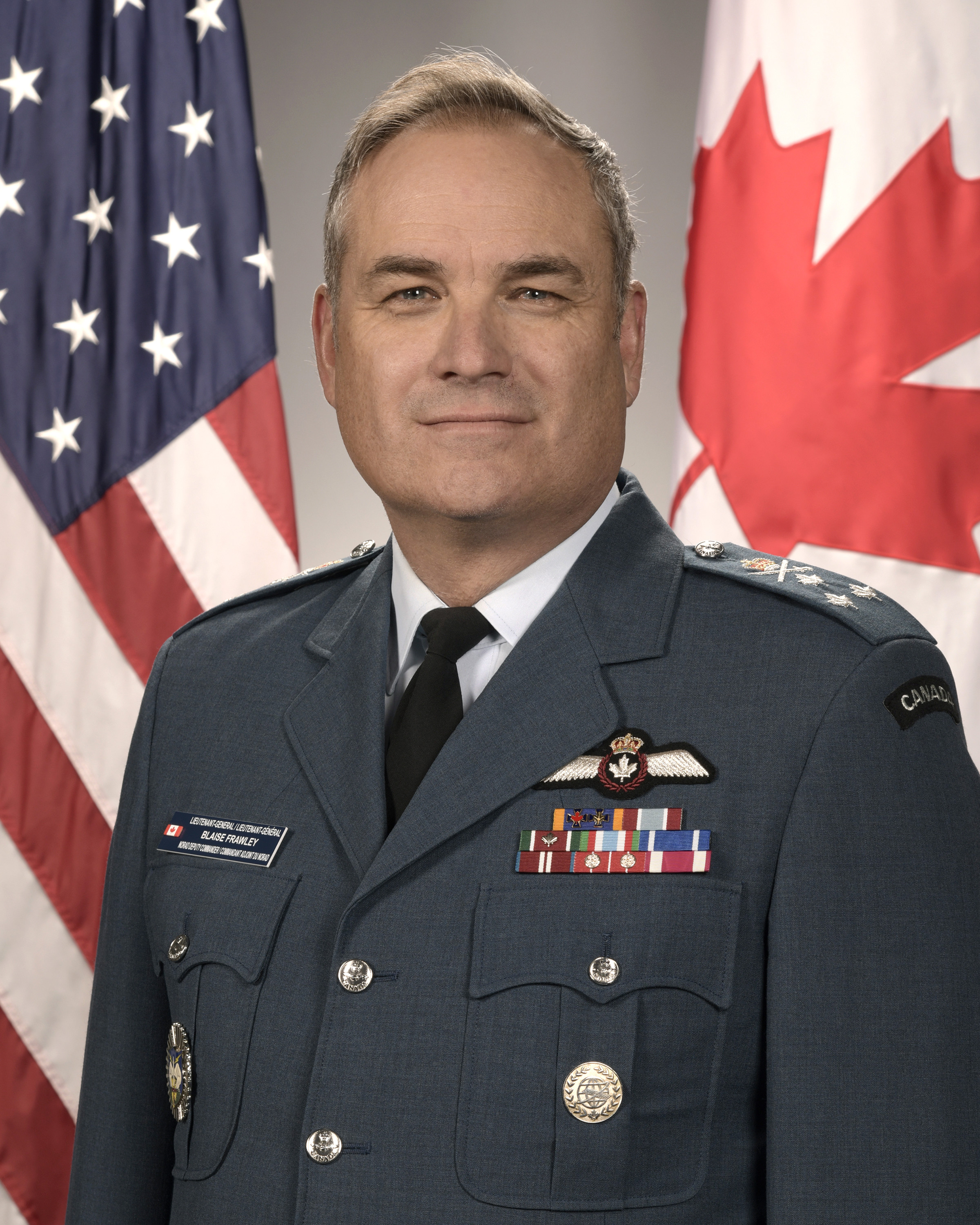
Blaise F. Frawley, Vize-Kommandeur seit 2. Juni 2023

| Nr. | Name                                      | Beginn der Berufung  | Ende der Berufung    |
| --- | ----------------------------------------- | -------------------- | -------------------- |
| 01  | General Earle E. Partridge (USAF)         | 12. September 1957   | 30. Juli 1959        |
| 02  | General Laurence S. Kuter (USAF)          | 1. August 1959       | 30. Juli 1962        |
| 03  | General John K. Gerhart (USAF)            | 1. August 1962       | 30. März 1965        |
| 04  | General Dean C. Strother (USAF)           | 1. April 1965        | 29. Juli 1966        |
| 05  | General Raymond J. Reeves (USAF)          | 1. August 1966       | 31. Juli 1969        |
| 06  | General Seth J. McKee (USAF)              | 1. August 1969       | 30. September 1973   |
| 07  | General Lucius D. Clay Jr. (USAF)         | 1. Oktober 1973      | 29. August 1975      |
| 08  | General Daniel James Jr. (USAF)           | 1. September 1975    | 5. Dezember 1977     |
| 09  | General James E. Hill (USAF)              | 6. Dezember 1977     | 31. Dezember 1979    |
| 10  | General James V. Hartinger (USAF)         | 1. Januar 1980       | 30. Juli 1984        |
| 11  | General Robert T. Herres (USAF)           | 30. Juli 1984        | 5. Februar 1987      |
| 12  | General John L. Piotrowski (USAF)         | 6. Februar 1987      | 30. März 1990        |
| 13  | General Donald J. Kutyna (USAF)           | 1. April 1990        | 30. Juni 1992        |
| 14  | General Charles A. Horner (USAF)          | 30. Juni 1992        | 12. September 1994   |
| 15  | General Joseph W. Ashy (USAF)             | 13. September 1994   | 26. August 1996      |
| 16  | General Howell M. Estes III (USAF)        | 27. August 1996      | 13. August 1998      |
| 17  | General Richard B. Myers (USAF)           | 14. August 1998      | 22. Februar 2000     |
| 18  | General Ralph E. Eberhart (USAF)          | 22. Februar 2000     | 5. November 2004     |
| 19  | Admiral Timothy J. Keating (USN)          | 5. November 2004     | 23. März 2007        |
| 20  | General Victor E. Renuart, Jr. (USAF)     | 23. März 2007        | 19. Mai 2010         |
| 21  | Admiral James A. Winnefeld, Jr. (USN)     | 19. Mai 2010         | 3. August 2011       |
| 22  | General Charles H. Jacoby, Jr., (USA)     | 3. August 2011       | 5. Dezember 2014     |
| 23  | Admiral William E. Gortney, (USN)         | 5. Dezember 2014     | 13. Mai 2016         |
| 24  | General Lori J. Robinson (USAF)           | 13. Mai 2016         | 24. Mai 2018         |
| 25  | General Terrence J. O’Shaughnessy, (USAF) | 24. Mai 2018         | 20. August 2020      |
| 26  | General Glen D. VanHerck, (USAF)          | 20. August 2020      | 4. Februar 2024      |
| 27  | General Gregory M. Guillot, (USAF)        | seit 4. Februar 2024 | seit 4. Februar 2024 |

### Liste der Vize-NORAD-Kommandeure
Die Vize-Kommandeure des NORAD sind Generäle der kanadischen Streitkräfte Canadian Forces (CF) oder des kanadischen Verteidigungsministeriums Canadian Defence (CD). Im Besonderen der Royal Canadian Airforce (RCAF).
| Nr. | Name                                          | Beginn der Berufung | Ende der Berufung |
| --- | --------------------------------------------- | ------------------- | ----------------- |
| 01  | Air Marshal Roy Slemon (RCAF)                 | September 1957      | August 1964       |
| 02  | Air Marshal Clarence Rupert Dunlap (RCAF)     | August 1964         | August 1967       |
| 03  | Air Marshal William R. MacBrien (RCAF)        | August 1967         | Januar 1969       |
| 04  | Lieutenant-General Frederick R. Sharp (CD)    | Januar 1969         | September 1969    |
| 05  | Lieutenant-General Edwin Reyno (CF)           | September 1969      | September 1972    |
| 06  | Lieutenant-General Reginald J. Lane (CD)      | September 1972      | Oktober 1974      |
| 07  | Lieutenant-General Richard C. Stovel          | Oktober 1974        | September 1976    |
| 08  | Lieutenant-General David R. Adamson           | September 1976      | August 1978       |
| 09  | Lieutenant-General Kenneth E. Lewis           | August 1978         | Juni 1980         |
| 10  | Lieutenant-General Kenneth J. Thorneycroft    | Juni 1980           | Mai 1983          |
| 11  | Lieutenant-General Donald C. MacKenzie (CF)   | Mai 1983            | August 1986       |
| 12  | Lieutenant-General Donald M. McNaughton (CF)  | August 1986         | August 1989       |
| 13  | Lieutenant-General Robert W. Morton (CD)      | August 1989         | August 1992       |
| 14  | Lieutenant-General Brian L. Smith (CF)        | August 1992         | August 1994       |
| 15  | Lieutenant-General J. D. O'Blenis (CF)        | August 1994         | August 1995       |
| 16  | Lieutenant-General L.W.F. Cuppens (CF)        | August 1995         | April 1998        |
| 17  | Lieutenant-General G. C. MacDonald (CF)       | April 1998          | 8. August 2001    |
| 18  | Lieutenant-General Kenn R. Pennie (CF)        | 8. August 2001      | 14. Juli 2003     |
| 19  | Lieutenant-General Rick Findley (CF)          | 14. Juli 2003       | 2. August 2007    |
| 20  | Lieutenant-General Charlie Bouchard (CF)      | 2. August 2007      | 10. Juli 2009     |
| 21  | Lieutenant-General Marcel Duval (CF)          | 10. Juli 2009       | 15. August 2011   |
| 22  | Lieutenant-General Alain Parent (CF)          | 4. September 2012   | 1. Juli 2017      |
| 23  | Lieutenant-General Pierre St-Amand (CF)       | 1. Juli 2015        | 20. Juli 2018     |
| 24  | Lieutenant-General Christopher J. Coates (CF) | 20. Juli 2018       | 21. Juli 2020     |
| 25  | Lieutenant-General Alain Pelletier (CF)       | 21. Juli 2020       | 2. Juni 2023      |
| 26  | Lieutenant-General Blaise F. Frawley          | 2. Juni 2023        |                   |

Zwischen 2004 und 2006 wurde ein neues oberirdisches Kommandozentrum auf der Canadian Forces Base North Bay fertiggestellt. Der operative Betrieb des neuen Kommandozentrums begann im Herbst 2006. Wie auch die amerikanische NORAD-Anlage in dem Cheyenne Mountain wurde die unterirdische Anlage auf kanadischer Seite auf dem Stützpunkt in den Status „warm standby“, d. h. in Reserve bei sofortiger Einsatzbereitschaft versetzt.

## In den Medien

### Norad Tracks Santa
NORAD zieht jedes Jahr zu Weihnachten das öffentliche Interesse auf sich mit der Behauptung, den Weihnachtsmann auf seinem Weg rund um die Welt verfolgen zu können. Diese Tradition hat ihren Ursprung im Jahre 1955 und rührt von einem Schreibfehler in einer Telefonnummer her, den ein Sears-Geschäft in Colorado verursacht hatte. Kinder, die diese Nummer anriefen, dachten, sie würden Santa Claus anrufen, bekamen stattdessen aber CONAD, den Vorläufer von NORAD, ans Telefon. Im Internet kann der Weg von Santa „live“ beim Verteilen seiner Geschenke verfolgt werden.

### Filme und Serien
- In dem Film WarGames – Kriegsspiele spielt das NORAD eine wichtige Rolle. Weil alle Atomraketen der USA von einem Computer gesteuert werden, gelangt die Welt an den Rand eines Atomkrieges.
- In der Serie Stargate – Kommando SG-1 befindet sich unter NORAD das Hauptquartier des Stargate Command.
- In dem Film White House Down wird NORAD gehackt und es wird eine Luftabwehrrakete abgefeuert, die die Air Force One zerstört und den frisch vereidigten Präsidenten tötet.
- In dem Film Interstellar spielt das NORAD ebenfalls eine wichtige Rolle.
- In dem Buch Monument 14 versagt durch eine Naturkatastrophe die Versiegelung von Chemiewaffentanks bei NORAD, wodurch die Bevölkerung in weitem Umkreis bedroht wird.[12]